# Rio Mavuba
Rio Antonio Mavuba, född 8 mars, 1984, är en före detta fransk fotbollsspelare. Han är mest känd från sina 11 år i franska Lille LOSC, men spelade även i Sparta Prag och Villarreal CF. Han spelade defensiv mittfältare och var lagkapten för Lille. Han har som många andra franska fotbollsspelare, rötter i Afrika då hans moder är ifrån Angola och fadern är ifrån Kongo, fadern spelade i VM 1974 för Zaire. Han föddes på havet utanför Angola.
Rio valde att spela för det franska landslaget som han debuterade för år 2004. I Januarifönstret 2014 var han nära att skriva på för Tottenham Hotspurs i Barclays Premier League men affären blev inte av på grund av att Mavuba inte ville lämna sin familj.

## Meriter
Bordeaux
- Coupe de la Ligue, 2006/2007

Lille
- Ligue 1, 2010/2011
- Coupe de France, 2010/2011